# 24-Stunden-Rennen von Spa-Francorchamps 1927

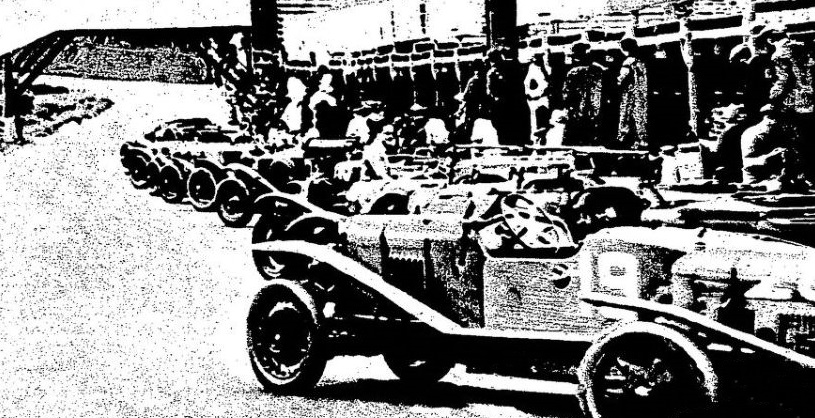
Der Rennstart

Das vierte 24-Stunden-Rennen von Spa-Francorchamps, auch Belgian Touring Car Grand Prix, 24 heures de Spa, fand am 9. und 10. Juli 1927 auf dem Circuit de Spa-Francorchamps statt.

## Das Rennen
Das 24-Stunden-Rennen von Le Mans etablierte sich spätestens 1927 zum europaweit populären Langstreckenrennen. Der Gesamtsieg von Dudley Benjafield und Sammy Davis im Werks-Bentley sorgte für großes Medieninteresse am für Hersteller wichtigen britischen Automobilmarkt. In Le Mans begann die Epoche der Bentley Boys.
Ein ähnlicher Aufschwung war dem Rennen von Spa-Francorchamps nicht beschieden. Der Renntermin, nur drei Wochen nach der Veranstaltung in Le Mans, hielt vor allem die britischen und italienischen Teams von einer Teilnahme ab. Zwei 24-Stunden-Rennen innerhalb von drei Wochen war für viele Rennteams logistisch und finanziell nicht machbar. 
1927 gab es einen belgischen Heimsieg durch zwei Werkswagen der Société des Automobiles Excelsior. Für das 1903 in Brüssel gegründete Unternehmen war es die zweite Teilnahme in Spa, die in diesem Jahr mit einem Doppelsieg endete. Robert Sénéchal und Nicolas Caerels siegten im Excelsior Adex C Sport mit einem Vorsprung von vier Runden auf die Teamkollegen André Dills und Jacques Ledure.

## Ergebnisse

### Schlussklassement
| 1               | + 3.0 | 1  | Société des Automobiles Excelsior         | Robert Sénéchal Nicolas Caerels    | Excelsior Adex C Sport     | 149 |
| 2               | + 3.0 | 2  | Société des Automobiles Excelsior         | André Dills Jacques Ledure         | Excelsior Adex C Sport     | 145 |
| 3               | 3.0   | 6  | Société des Automobile Ariès              | Robert Laly Jean Chassagne         | Ariès 3 Litre              | 135 |
| 4               | 2.0   | 14 | Fabriques d’Automobiles de St. Ouen       | Paul Brosselin Frédéric Théllusson | Fasto A3 Sport             | 133 |
| 5               | 2.0   | 7  | Automobiles Georges Irat SA               | Émile Burie Amedée Rossi           | Georges-Irat Type 4A Sport | 132 |
| 6               | 2.0   | 8  | Automobiles Georges Irat SA               | Goffredo Zehender Joseph Reinartz  | Georges-Irat Type 4A Sport | 131 |
| 7               | 3.0   | 17 | S. A. Ansaldo                             | Maurice Béquet Henri Springuel     | Ansaldo 6BC                | 122 |
| 8               | 2.0   | 16 | Fabriques d’Automobiles de St. Ouen       | Paul Gros Barthélémy Bruyère       | Fasto A3 Sport             | 117 |
| 9               | 2.0   | 10 | Automobiles Theophile Schneider           | Blondel Fernand Bachmann           | Théo Schneider 25SP        | 109 |
| 10              | 2.0   | 9  | Automobiles Georges Irat SA               | Georges Bouriano Ken Bartlett      | Georges-Irat Type 4A Sport | 108 |
| 11              | 1.1   | 19 | Société des Automobile Ariès              | Arthur Duray Roger Delano          | Ariès CC2 Super            | 108 |
| 12              | 2.0   | 15 | Fabriques d’Automobiles de St. Ouen       | Pierre Mesnel Thommé               | Fasto A3 Sport             | 92  |
| Nicht klassiert |       |    |                                           |                                    |                            |     |
| 13              | 1.1   |    | Société Anonyme Française de l’Automobile | Marcel Rouleau Roger Rouleau       | Amilcar                    | 113 |
| Ausgefallen     |       |    |                                           |                                    |                            |     |
| 14              | 2.0   |    | Automobiles Theophile Schneider           | Robert Poirier Chantree            | Théo Schneider 25SP        |     |
| 15              | + 3.0 | 3  | Société des Automobiles Excelsior         | Freddy Charlier Thoua              | Excelsior Adex C Sport     |     |

### Nur in der Meldeliste
Hier finden sich Teams, Fahrer und Fahrzeuge, die ursprünglich für das Rennen gemeldet waren, aber aus den unterschiedlichsten Gründen daran nicht teilnahmen.
| Pos. | Klasse | Nr. | Team | Fahrer | Chassis |
| ---- | ------ | --- | ---- | ------ | ------- |
| 16   | 1.1    |     |      |        | Amilcar |
| 17   | + 3.0  |     |      |        | Peugeot |

### Klassensieger
| Klasse | Fahrer          | Fahrer              | Fahrzeug               | Platzierung im Gesamtklassement |
| ------ | --------------- | ------------------- | ---------------------- | ------------------------------- |
| + 3.0  | Robert Sénéchal | Nicolas Caerels     | Excelsior Adex C Sport | Gesamtsieg                      |
| 3.0    | Robert Laly     | Jean Chassagne      | Ariès 3 Litre          | Rang 3                          |
| 2.0    | Paul Brosselin  | Frédéric Théllusson | Fasto A3 Sport         | Rang 4                          |
| 1.1    | Arthur Duray    | Roger Delano        | Ariès CC2 Super        | Rang 11                         |

### Renndaten
- Gemeldet: 17
- Gestartet: 15
- Gewertet: 12
- Rennklassen: 4
- Zuschauer: unbekannt
- Wetter am Renntag: unbekannt
- Streckenlänge: 14,863 km
- Fahrzeit des Siegerteams: 24:00:00.000 Stunden
- Gesamtrunden des Siegerteams: 149
- Gesamtdistanz des Siegerteams: 2203,200 km
- Siegerschnitt: 91,800 km/h
- Pole Position: unbekannt
- Schnellste Rennrunde: Robert Sénéchal – Excelsior Adex C Sport (#1)
- Rennserie: zählte zu keiner Rennserie